# Loxothylacus caribaeus
Loxothylacus caribaeus is een krabbezakjessoort uit de familie van de Sacculinidae. De wetenschappelijke naam van de soort is voor het eerst geldig gepubliceerd in 1974 door Boschma.